# 黑蓑蛛鱼
黑蓑蛛鱼（学名：Bathypterois atricolor），或稱小眼深海青眼魚、小眼深海狗母魚，为燈眼蜥魚科深海狗母魚屬下的一个种，分布於全球熱帶及亞熱帶海域，屬深海底棲性魚類，深度250-5150公尺，體長可達20.4公分，棲息在大陸坡底層水域，生活習性不明。